# Emanuel Spitzer

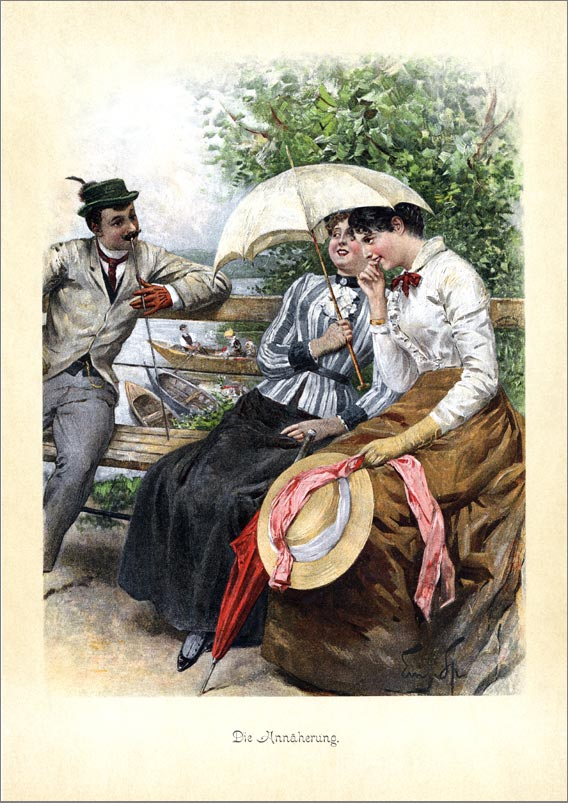
Die Annäherung

Emanuel Spitzer (Manó) (* 30. Oktober 1844 in Pápa, Kaisertum Österreich; † 26. August 1919 in Waging am See) war ein österreichischer Maler, Karikaturist, Illustrator und Erfinder.

## Leben
Emanuel Spitzer kam nach Wien, wo er die Schule besuchte. 1867 ließ er sich in Paris nieder, wo er von Paul Gavarni und Honoré Daumier beeinflusst wurde. In Paris lieferte er zahlreiche Illustrationen für die Zeitschrift L’art pour tous. Seit 1869 lebte er in München. Seit dem 12. Mai 1871 studierte er Malerei an der Königlichen Akademie der Bildenden Künste bei Wilhelm von Diez.
Im Zeitraum von 1875 bis 1880 war er ständiger Mitarbeiter der Münchner illustrierten Wochenschrift Fliegende Blätter.
Emanuel Spitzer schuf Genrebilder im Stile von Carl Spitzweg, die auch in Zeitschriften, Jugendbüchern und Alben erschienen.
Spitzer erfand um 1900 das „Spitzertypie“ genannte Druckverfahren (Patent 1901, Zusatzpatent 1905) und gründete gemeinsam mit Robert von Defregger die Spitzertypie-Gesellschaft mit dem Sitz in München. Trotz guter Qualität konnte sich sein Verfahren nicht durchsetzen und wurde 1909 aufgegeben.
Spitzers Tochter Hermine wurde ebenfalls Kunstmalerin und gründete 1945 in München die „von Parish Schule für freie und angewandte Kunst“, welche später von ihrer Tochter Hermine von Parish weitergeführt wurde.